# サイバー・コミュニケーションズ
株式会社サイバー・コミュニケーションズ（英: cyber communications inc.）は、かつて存在したインターネット広告会社。CARTA HOLDINGSの子会社。東京都中央区築地に本社があった。代表取締役副社長を務めていた新澤明男が2013年6月より代表取締役社長に就任した。

## 沿革
- 1996年6月 - 株式会社電通とソフトバンク株式会社の合弁により、資本金1億円で設立。インターネットや商用オンライン・サービスなどネットワーク上の広告および広告関連事業を開始。
- 1996年7月 - ヤフー株式会社の運営する「Yahoo! JAPAN」の広告枠の取り扱いを開始。
- 2000年9月 - 大阪証券取引所ナスダック・ジャパン市場（現・ヘラクレス市場）へ上場。
- 2001年7月 - 株式会社メールニュースと合併。
- 2001年7月 - J-フォングループ（現・ソフトバンクモバイル株式会社）との合弁事業により、モバイル広告を専門に扱うメディア・レップとして、株式会社ジャパン・モバイル・コミュニケーションズを設立。
- 2003年5月 - 本社を東京都中央区築地五丁目5番12号に移転。
- 2003年10月 - 東京証券取引所マザーズ市場へ上場（重複上場のため大証ヘラクレス市場は2004年に上場廃止）。
- 2006年8月 - 本社を東京都港区東新橋二丁目14番1号に移転。
- 2009年7月 - 電通の完全子会社となり、上場廃止。
- 2011年3月 - 連結子会社であった(株)クライテリア・コミュニケーションズを吸収合併。
- 2011年7月 - アジア支社設立。
- 2014年11月 - 本社を東京都中央区築地一丁目13番1号に移転。
- 2019年1月 - VOYAGE GROUPと経営統合し、両社は持株会社CARTA HOLDINGSの子会社となる[4][5]。
- 2021年7月 - 事業部門を株式会社CARTA COMMUNICATIONSへ新設分割により承継。
- 2022年1月 - CARTA HOLDINGSに吸収合併され解散。

## 支社
- 大阪支社 - 〒530-0003 大阪府大阪市北区堂島2-2-2 近鉄堂島ビル14F
- 中部支社 - 〒460-0003 愛知県名古屋市中区錦3-6-35 名古屋郵船ビルディング8F
- 九州支社 - 〒810-0001 福岡県福岡市中央区天神4-1-7 第3明星ビル2F

## 関連会社
- ネオ・アット・オグルヴィ株式会社
- 株式会社ヴィクシア